# Bracon incompletus
Bracon incompletus är en stekelart som beskrevs av Gaspard Auguste Brullé 1846. Bracon incompletus ingår i släktet Bracon och familjen bracksteklar. Inga underarter finns listade.